# 965
Раннє Середньовіччя •  Епоха вікінгів •  Золота доба ісламу •  Реконкіста

## Геополітична ситуація
Василевсом Візантії був Никифор II Фока. Оттон I Великий правив у Священній Римській імперії.
Західним Франкським королівством правив, принаймні формально, Лотар.
Апеннінський півострів розділений між численними державами: північ належить Священній Римській імперії, середню частину займає Папська область, на південь від Римської області лежать невеликі незалежні герцогства, деякі області на півночі та на півдні належать Візантії, інші окупували сарацини. Південь Піренейського півострова займає Кордовський халіфат, у якому править Аль-Хакам II. Північну частину півострова займають королівство Астурія і королівство Галісія та королівство Леон, де править Санчо I.
Королівство Англія очолює Едгар Мирний.
У Київській Русі править Святослав Ігорович. У Польщі править Мешко I, Перше Болгарське царство очолює цар Петро I, Богемія, Моравія, у Хорватії король Михайло Крешимир II. Великим князем мадярів був Такшонь.
Аббасидський халіфат очолює аль-Муті, в Іфрикії владу утримують Фатіміди, в Середній Азії — Саманіди. У Китаї розпочалося правління династії Сун. Значними державами Індії є Пала, держава Раштракутів, Пратіхара, Чола. В Японії триває період Хей'ан. На північ від Каспійського та Азовського морів існує Хозарський каганат.

## Події
- Київський князь Святослав вирушив у похід на хозарів. Навесні він відправив хозарському кагану своє знамените історичне послання: «Йду на ви!». Війська Святослава захопили столицю Хозарського каганату Саркел.
- Війська Святослава здобули перемогу над північнокавказькими племенами ясів та касогів[1].
- Візантійські війська знищили Сілікійський емірат, припинивши рейди арабів на свою територію. Візантійці також відбили в арабів Кіпр.
- На Сицилії сарацини захопили останній візантійський оплот — Рометту. Крім того вони змусили візантійські володіння в Калабрії виплачувати їм данину.
- Війська Північної Сун підкорили державу Пізня Шу.
- Розпочався понтифікат Івана XIII.

## Народились
- Ібн Аль-Хайсам латинізоване Альхазен — великий арабський вчений-універсал